# Shujabad
Shujabad (en ourdou :  شُجاع آباد) est une ville pakistanaise, située dans le district de Multan, dans le sud de la province du Pendjab. Elle est la capitale du tehsil éponyme. 
La ville est située à seulement 45 kilomètres de la capitale du district Multan, qui est aussi la plus importante ville de tout le sud de la province du Pendjab. Elle est située sur la rive est de la rivière Chenab.
On trouve dans la ville un hôpital public et des cliniques, des écoles primaires et intermédiaires, un tribunal, un poste de police et une brigade de pompier, notamment.
La population de la ville a été multipliée par plus de quatre entre 1972 et 2017 selon les recensements officiels, passant de 24 422 habitants à 82 267. Entre 1998 et 2017, la croissance annuelle moyenne s'affiche à 1,8 %, inférieure à la moyenne nationale de 2,4 %. En 2023, la population de la ville monte à 151 115 habitants.
Près de 70 % des habitants parlent le saraiki, tandis qu'environ 22 % des habitants ont l'ourdou pour langue maternelle, et on compte de petites minorités parlant pendjabi (4 %) et mewati (3 %).
Essentiellement musulmane, la ville inclut une toute petite minorité chrétienne, comptant à peine 300 fidèles.
Le taux d'alphabétisation de la ville s'élève à 67 % en 2023 (contre une moyenne nationale de 61 %), dont 72 % pour les hommes et 62 % pour les femmes.
|            | 1972 (rec.) | 1981 (rec.) | 1998 (rec.) | 2017 (rec.) | 2023 (rec.) |
| ---------- | ----------- | ----------- | ----------- | ----------- | ----------- |
| Population | 24 422      | 37 810      | 57 409      | 80 035      | 151 115     |